# Piętro kosodrzewiny

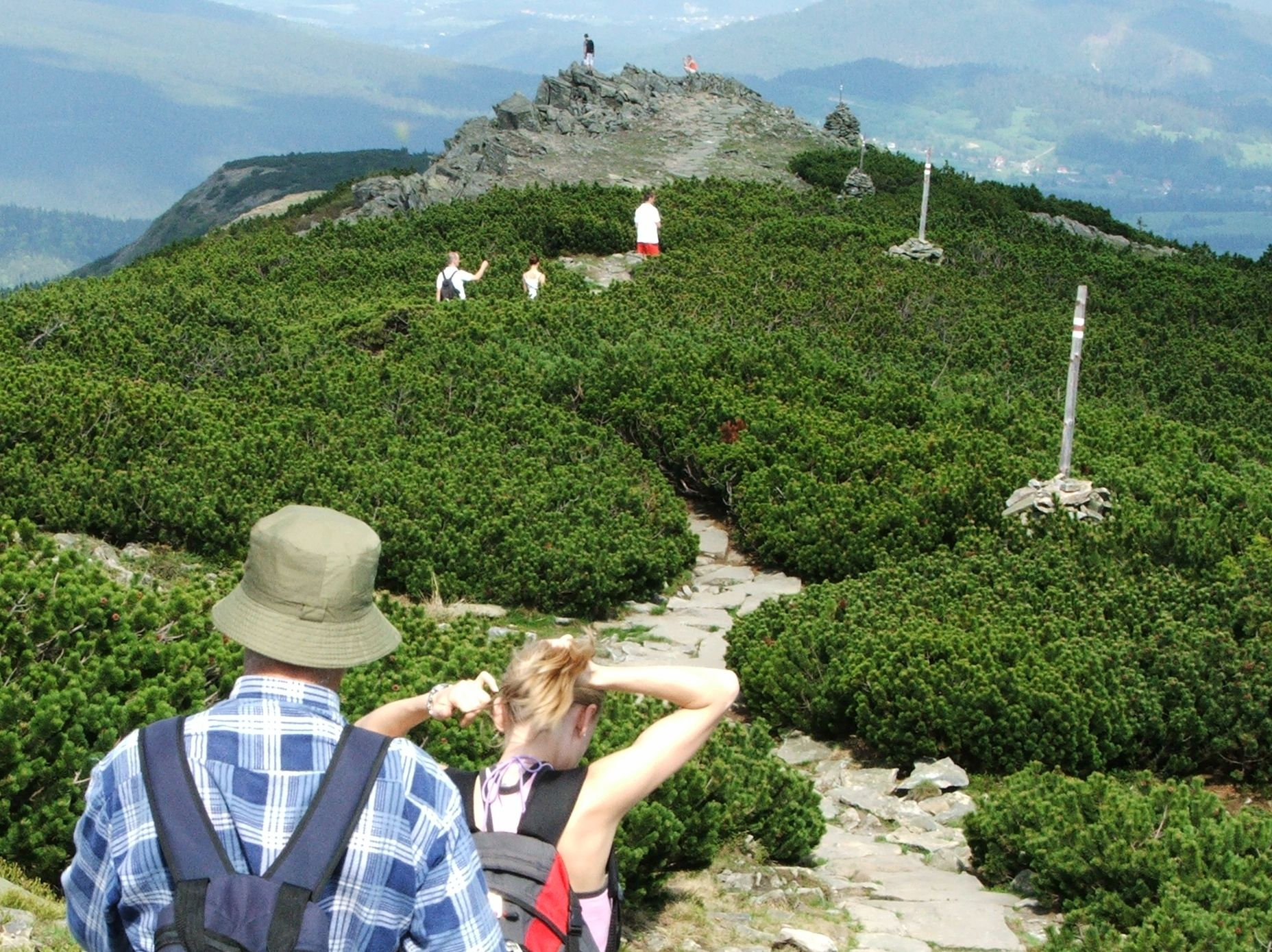
Piętro kosówki na Babiej Górze

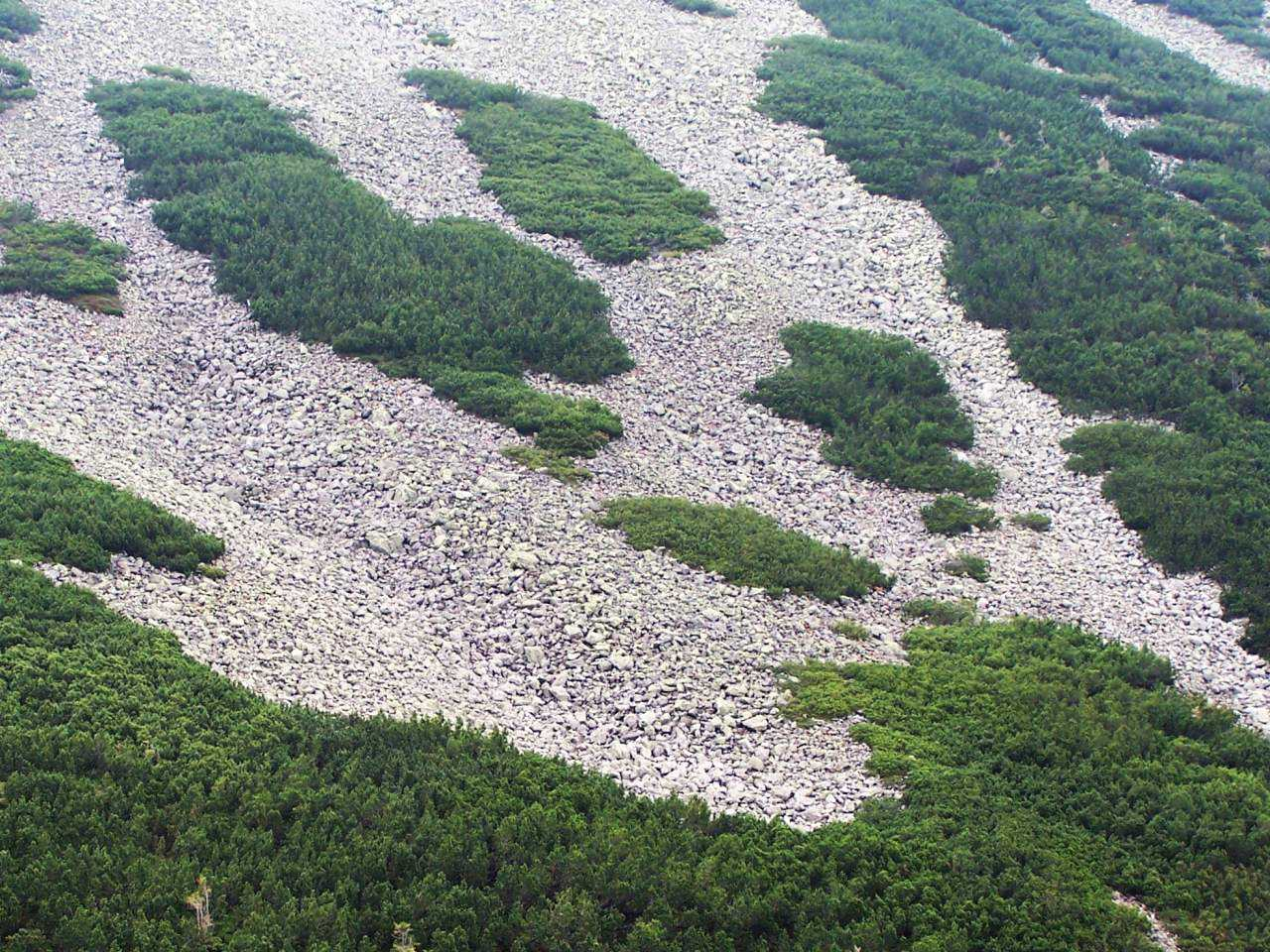
Kosówka zarastająca kamieniste zbocza Suchego Wierchu Tomanowego

Piętro kosodrzewiny (piętro subalpejskie, piętro kosówki) – jedno z pięter roślinności w górach, znajdujące się ponad reglem górnym (powyżej górnej granicy lasu), a poniżej piętra hal. Jest to piętro zwartych zarośli kosodrzewiny lub olchy zielonej (kosej) w górach Europy Środkowej. W Alpach lub Himalajach piętro to porasta różanecznik. W Tatrach, Sudetach i na Babiej Górze piętro to tworzone jest przez kosodrzewinę, w Bieszczadach jej miejsce zajmuje olcha zielona zarastająca połoniny. W różnych górach piętro to znajduje się na różnych wysokościach nad poziomem morza w zależności od szerokości geograficznej i klimatu. W Tatrach piętro kosówki występuje na wysokości około 1500–1800 m n.p.m. Powyżej tej granicy kosodrzewina występuje już głównie w postaci pojedynczych krzewów, które jednak mogą być położone bardzo wysoko, nawet ponad 2100 m n.p.m.
Wygląd kosówki zmienia się wraz z wysokością położenia. W Tatrach, w niższych jej partiach, kosodrzewina osiąga wysokość do 5 m, wyżej staje się coraz mniejsza, a w górnej granicy swojego pionowego zasięgu to tylko płożące się krzewiaste formy o wysokości kilkunastu centymetrów. Wśród dominującej tu kosodrzewiny występują tuż ponad granicą lasu pojedyncze okazy karłowatego świerka i górskiej formy brzozy, a także krzewy jarzębiny. Wyżej towarzyszą kosówce jeszcze wierzba śląska, porzeczka skalna i róża alpejska. Z roślin zielnych, na niezajętych przez kosówkę miejscach najliczniej rosną: miłosna górska, modrzyk górski, wietlica alpejska, omieg górski, szczawik zajęczy, borówka czarna, borówka brusznica, sit skucina, kuklik górski i wiele innych gatunków roślin, które tworzą zespół roślinności Pinetum mughi carpaticum. W zależności od podłoża (granitowe lub wapienne) dzieli się on na dwa podzespoły o znacznie różniącym się składzie gatunkowym roślin.
Kosówka odgrywa ogromną rolę ekologiczną. Jej gałęzie odznaczające się ogromną elastycznością chronią strome stoki górskie przed erozją i ochraniają niżej leżący las przed lawinami śnieżnymi i kamiennymi.